# Monopyle paniculata
Monopyle paniculata är en tvåhjärtbladig växtart som beskrevs av George Bentham. Monopyle paniculata ingår i släktet Monopyle och familjen Gesneriaceae. Inga underarter finns listade i Catalogue of Life.